# 杰克·约翰逊
杰克·约翰逊（英語：Jack Johnson，1987年1月13日—），美国男子冰球运动员，场上位置是后卫。他曾代表美国国家队参加2010年冬季奥林匹克运动会冰球比赛，获得一枚银牌。